# St. Patrick’s Cathedral (Poona)

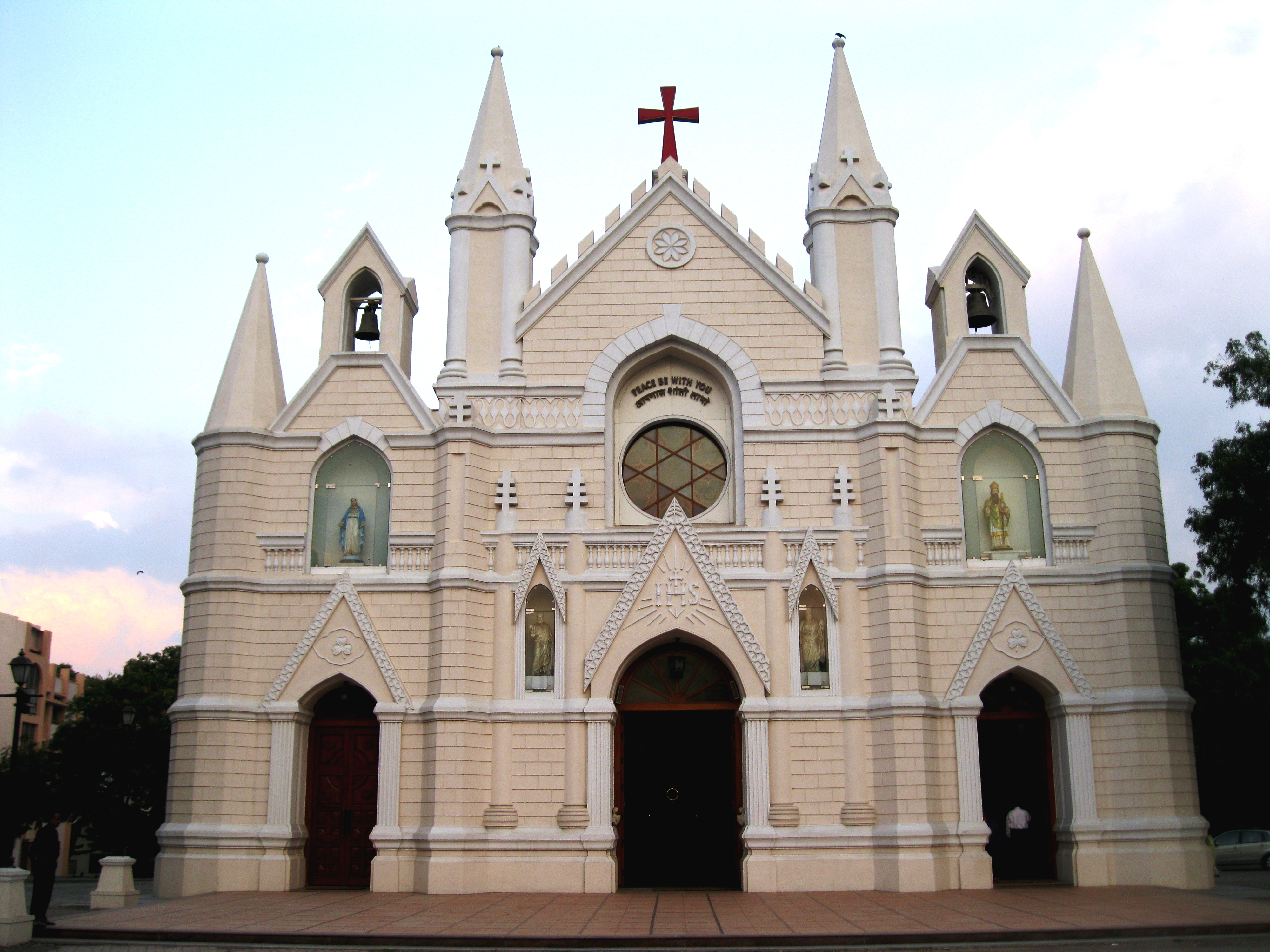
Poona, St. Patrick’s Cathedral, Außenansicht

St. Patrick’s Cathedral ist eine römisch-katholische Kathedrale in Poona, Indien. Sie wurde Mitte des 19. Jahrhunderts im neugotischen Stil erbaut. Mit der Errichtung des Bistums Poona 1886 wurde sie dessen Kathedrale. Sie beheimatet auch die mitgliederstärkste Pfarrei des Bistums.
Die Kirche wurde 1850 hauptsächlich für die Seelsorge an katholischen Soldaten, meist Iren, in der Umgebung von Wanwadi gebaut. Hierauf deutet auch das Patrozinium hin. Zuvor wurde die Messe für die Iren und andere Katholiken in einer Einraumkapelle in Wanwadi gefeiert. Bischof Anastasius Hartmann OFMCap, Apostolischer Vikar von Bombay und Apostolischer Administrator von Poona, wollte eine würdigeren Gottesdienstort. Daher beauftragte er James Carry, einen irischen Diözesanpriester aus der Madras-Mission, der seit 1849 Kaplan in Poona war, Pläne für eine neue Kapelle zu entwerfen.
Auf ein Ersuchen von Hartmann teilte die Regierung Land zu und beteiligte sich mit 2000 INR. Die Baukosten von 18.000 INR wurde aus Spenden von Einwohner und Soldaten, die teilweise ein Monatsgehalt beisteuerten, erbaut. Am 8. Dezember 1850 wurde die erste Messe in der Kapelle und heutigen Kathedrale gefeiert. Später wurde ein Glockenturm angebaut. Im Juni 1856 segnete Bischof Hartmann die Kapelle.
Bei der Gründung des Bistums Poona 1886 wurde der Jesuitenmissionar Bernhard Beiderlinden dessen erster Bischof, und die St. Patrick’s Church wurde 1887 zur St. Patrick’s Cathedral.
Am 15. Juli 1984 stürzte das Dach der Kathedrale ein. Anstatt des alten Spitzdaches wurde von Architekt Charles Correa ein neues Gewölbedach entworfen. Die Neueinweihung fand am 22. Oktober 1987 statt.
Zwischen 2009 und 2010 fand eine Renovierung statt. Hierbei wurden ein Mosaik mit der Auferstehung Christ im Altarraum, 16 Glasmalereien mit Szenen aus dem Leben Christi und ein Oberlicht mit einer Glasmalerei des Heiligen Geistes geschaffen.